# Гондишапурска академија
Гондишапурска академија (персијски: فرهنگستان گندیشاپور, Фархангестан-е Гондишапур), позната и под називом Универзитет Гондишапур (دانشگاه گندیشاپور Данешгах-е Џондишапур) била је један од три центра за образовање за време Сасанида (Ктесифон, Ресаина, Гондишапур)  и академија учења у граду Гондишапур, Иран, током касне антике, интелектуални центар Сасанидског царства. Нудила је образовање и обуку из области медицине, филозофије, теологије и науке. Факултет је био упућен у персијске традиције. Према Кембиџкој Историји Ирана, то је било најважније медицинско средиште древног света током 6. и 7. века.
Под династијом Пахлави, баштина Гондишапура сачувана је оснивањем Универзитета Џондишапур и његове институције близанца у виду Универзитета медицинских наука Џондишапур, у близини града Ахваза 1955. године. Након револуције 1979, Универзитет Џондишапур преименован је у Универзитет Шахид Чамран у Ахвазу 1981. године у част Мустафе Чамрана. Однедавно је поново преименован у Универзитет медицинских наука Ахваз Џундишапур.

## Историја
Око 489, несторијански хришћански теолошки и научни центар у Едеси затворен је по наређењу византијског цара Зенона, и био премештен је у Нисибиску школу у Малој Азији,  такође познат као Нисибин, тада под персијском влашћу. Овде су несторијански научници заједно са хеленистичким филозофима, које је Јустинијан 529. године протерао из Атине, спровели важна истраживања из области медицине, астрономије и математике.
Гондишапур је постао познат по медицини и учењу, под влашћу сасанидског цара Хозроја I (в. 531-579), Грцима и Римљанима познатим као Хосроес. Хозроје I је и сам дао уточиште разним грчким филозофима и несторијанским хришћанима који говоре сиријски језик, а који су бежали од верског прогона од стране Византијског царства. Сасаниди су се дуго борили против Римљана и Византијаца ради контроле над данашњим Ираком и Сиријом и природно су били расположени да пруже добродошлицу избеглицама. Цар Хозроје I је задужио избеглице да преводе грчке и сиријске текстове на Пахлави. Превели су различита дела из области медицине, астрономије, филозофије и корисних заната.
Хозроје је и сам такође окренуо према истоку и послао лекара Борзоуја да позове индијске и кинеске научнике у Гондишапур. Ови посетиоци су преводили  индијске текстове о астрономији, астрологији, математици и медицини и кинеске текстове о биљној медицини и религији. Каже се да је Борзује превео Панчатантру са санскритског на персијски као Калила у Димана.
Манастир Цркве Истока је основан у граду Гондишапуру пре 376/7. До 6. века град је постао познат по својој теолошкој школи у којој је некад студирао Рабан Хормизд. Према писму католикоса Истока Тимотеја I, митрополита Бет Хузаје преузела је дужност и теолошке и  медицинске установе.
Иако су скоро сви лекари медицинске академије били Персијци, ипак су своје трактате написали на сиријском језику, јер је медицина  у Сирији имала књижевну традицију.

## Значај Гондишапура
У великој мери кредит за цели болнички систем мора дати Персији.
- Кирил Елгуд, Медицинска историја Персије
Поред систематизовања медицинског третмана и знања, стипендисти академије такође су трансформисали медицинско образовање; уместо да уче само од једног лекара, студенти медицине требало је да раде у болници под надзором целог медицинског факултета. Чак постоје докази да су матуранти морали да полажу испите да би могли да се раде са акредитованим гондешапурским лекарима (што је записано арапским текстом, Тарикх ал-хукама). Гондишапур је такође имао главну улогу у историји математике.

## Гондишапур под муслиманском влашћу
Калиф Eл Мамун је 832. године унапредио чувену Кућу мудрости. Тамо су методе из Гондишапура опонашане; заиста, у Кући мудрости су радили људи који су предходно завршили Гондишапурску академију. Верује се да је Кућа мудрости распуштена под Ел Мутавакилом, Ел Мамуновим наследником.
Међутим, до тада се интелектуални центар Абасидског калифата дефинитивно преселио у Багдад, будући да у савременој литератури досад има неколико референци о универзитетима или болницама у Гондишапуру. Значај центра је постепено опадао. Ел Мукадаси је у свом делу Најбоља огранци за познавање региона описао је око 1000. године нове ере да се Гондишапур град претвара у рушевине.
Последњи познати управник болнице Гундишапуру умро је 869. године.

## Познати лекари Гондишапура
- Борзуја
- Бухтишун
- Масаваиј
- Сарахси
- Сабур ибн Сахл
- Нафи ибн ел Харит

## Савремени Гондишапур
Под династијом Пахлави, наслеђе Гондишапура сачвано је оснивањем Универзитета Џондишапур и његове институције близанца Универзитета медицинских наука Џондишапур, у близини града Ахваза 1955. године.
Последњи дан Универзитет медицинских наука Џондишапур основан је и добио је име по свом предходнику Сасаниду, од стране оснивача и првог канцелара, др. Мохамада Карта, по оцу Камбиз Кар-а и Кира Кар-а, у Ахвазу 1959. године.
Универзитет Џондишапур преименован је у Универзитет Шахид Чамран у Ахвазу 1981. године у част Мустафе Чамрана. Однедавно је поново преименован у Универзитет медицинских наука Ахваз Џондишапур.
Прва жена која је постављена за подпеседника на универзитету у Ирану, др Тал'ат Басари, постављена је на овом универзитету средином 1960-их, а почев од 1968. планове за савремени кампус осмислио је познати архитекта Камран Диба .
Древни Гондишапур је такође био предмет планова везаних за археолошко истраживање. Стручњаци Археолошког истраживачког центра иранске Организације за културно наслеђе и Оријентални институт Универзитета у Чикагу планирају да започну ископавања почетком 2006. године.